# Taufbecken (Cinqueux)

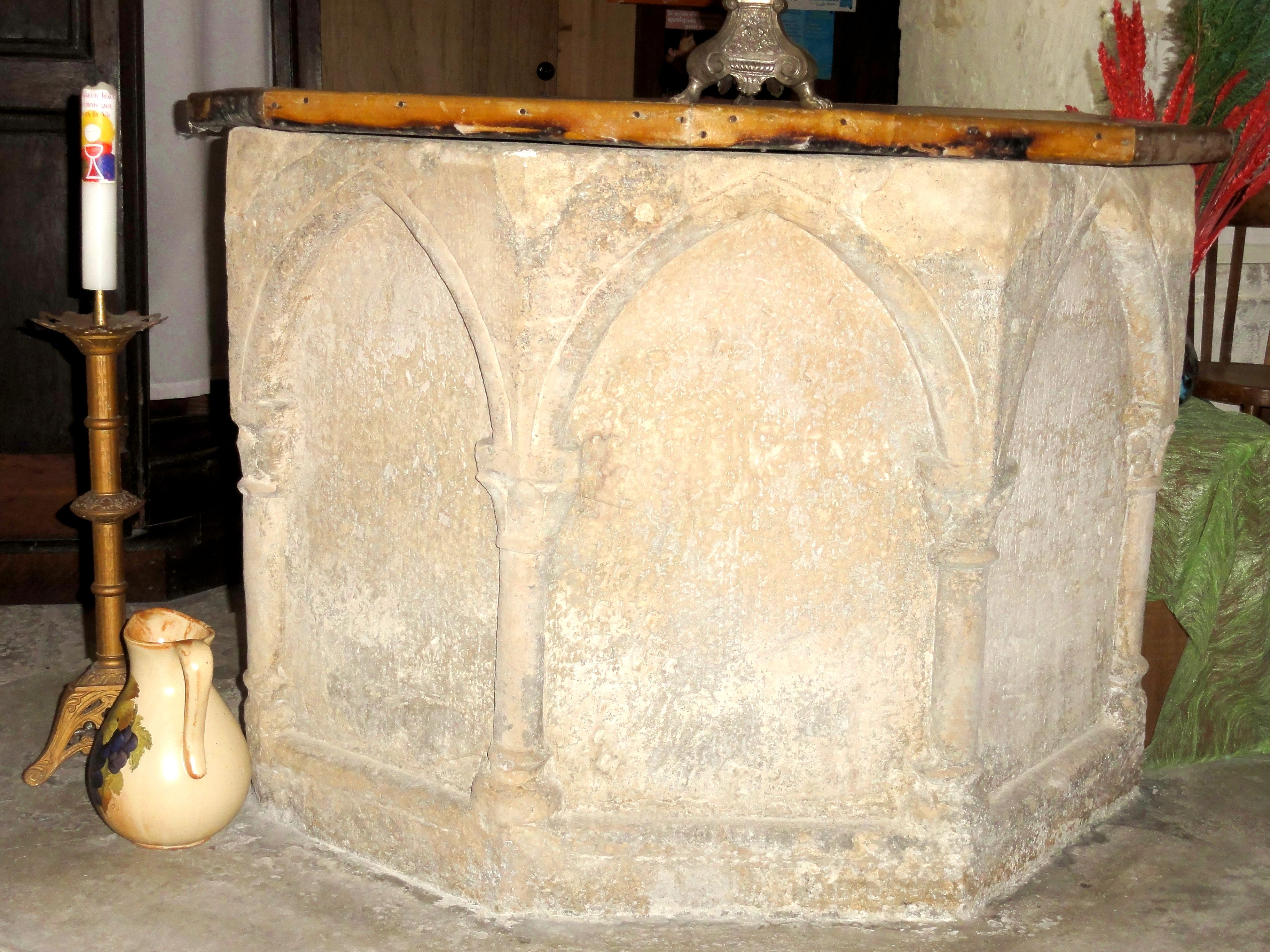
Taufbecken in Cinqueux

Das Taufbecken in der katholischen Pfarrkirche St-Martin in Cinqueux, einer französischen Gemeinde im Département Oise in der Region Hauts-de-France, wurde im 13. Jahrhundert geschaffen. Im Jahr 1909 wurde das gotische Taufbecken als Monument historique in die Liste der geschützten Objekte (Base Palissy) in Frankreich aufgenommen.
Das 80 cm hohe Taufbecken aus Kalkstein wurde aus einem Steinblock geschaffen. Es besitzt einen Durchmesser von 1,10 Meter und ist achteckig. An den Außenseiten wird das Taufbecken von Spitzbogenarkaden, die von Säulen mit einfachen Kapitellen getragen werden, geschmückt. Eine der acht Seiten besitzt einen Dekor aus Eichenblättern. 